# Norris Bowden
Robert Norris Bowden (ur. 13 sierpnia 1926 w North York, ob. dystrykcie Toronto, zm. 9 kwietnia 1991 tamże) – kanadyjski łyżwiarz figurowy startujący w parach sportowych z Frances Dafoe. Wicemistrz olimpijski z Cortina d'Ampezzo (1956) i uczestnik igrzysk olimpijskich w Oslo (1952), dwukrotny mistrz (1954, 1955) i dwukrotny wicemistrz świata (1953, 1956), dwukrotny mistrz Ameryki Północnej (1953, 1955), 4-krotna mistrz Kanady w parach sportowych (1952–1955). W parze z Dafoe występowali także w konkurencji par tanecznych na zawodach krajowych zostając mistrzami Kanady 1952, zdobywali też mistrzostwo w nierozgrywanych współcześnie segmentach tj. walcu, czwórkach i 10-kroku. Oprócz tego Bowden był solistą – mistrzem Kanady (1947).
W 1954 roku Dafoe i Bowden zostali pierwszą kanadyjską parą sportową, która wywalczyła tytuł mistrzów świata.
Zakończyli karierę amatorską w 1956 roku po mistrzostwach świata w Garmisch-Partenkirchen.

## Biografia
Bowden i jego przyszła partnerka sportowa Frances Dafoe byli przyjaciółmi w dzieciństwie. Ich rodzice spędzali wakacje w tym samym domku letniskowym Rowntree Beach w latach 30. i 40. XX w., a jak się później okazało Frances i Norris w czasie swoich pobytów zajmowali ten sam pokój. Rodzina Dafoe wynajmowała domek w sierpniu, a Bowdenowie w lipcu. Matka Dafoe uczęszczała do tej samej szkoły co ojciec Norrisa w Rosedale przez co obie rodziny utrzymywały przyjacielskie relacje.
Był synem Edith i Harry'ego Bowdenów. Miał brata starszego Jima i siostrę Jane.
Po zakończeniu kariery był międzynarodowym sędzią łyżwiarskim.
Zmarł na chorobę serca w wieku 64 lat.

## Osiągnięcia

### Pary sportowe

#### Z Frances Dafoe
| Zawody                        | 1951           | 1952           | 1953           | 1954           | 1955           | 1956           |                |                |                |                |                |                |                |                |                |                |                |
| Międzynarodowe                | Międzynarodowe | Międzynarodowe | Międzynarodowe | Międzynarodowe | Międzynarodowe | Międzynarodowe | Międzynarodowe | Międzynarodowe | Międzynarodowe | Międzynarodowe | Międzynarodowe | Międzynarodowe | Międzynarodowe | Międzynarodowe | Międzynarodowe | Międzynarodowe | Międzynarodowe |
| ----------------------------- | -------------- | -------------- | -------------- | -------------- | -------------- | -------------- | -------------- | -------------- | -------------- | -------------- | -------------- | -------------- | -------------- | -------------- | -------------- | -------------- | -------------- |
| Igrzyska olimpijskie          |                | 5              |                |                |                | 2              |                |                |                |                |                |                |                |                |                |                |                |
| Mistrzostwa świata            |                | 4              | 2              | 1              | 1              | 2              |                |                |                |                |                |                |                |                |                |                |                |
| Mistrzostwa Ameryki Północnej |                |                | 1              |                | 1              |                |                |                |                |                |                |                |                |                |                |                |                |
| Krajowe                       |                |                |                |                |                |                |                |                |                |                |                |                |                |                |                |                |                |
| Mistrzostwa Kanady            | 2              | 1              | 1              | 1              | 1              |                |                |                |                |                |                |                |                |                |                |                |                |

### Z Suzanne Morrow
| Mistrzostwa Kanady          |   | 2 |
| Mistrzostwa Kanady juniorów | 1 |   |

### Pary taneczne
Z Frances Dafoe
| Mistrzostwa Kanady | 3 | 3 | 1 |

### Soliści
| Mistrzostwa Kanady | 2 J | 2 J | 2 | 1 |

## Nagrody i odznaczenia
- Skate Canada Hall of Fame – 1993[11]
- Canadian Olympic Hall of Fame – 1958[11]
- Canada's Sports Hall of Fame – 1955[11]